# Sidi Ghiles
Sidi Ghiles (em árabe: سيدي غيلاس), anteriormente Novi durante a colonização francesa, é uma comuna localizada na província de Tipasa, Argélia. Sua população estimada em 2008 era de 15 281 habitantes.